# Eusiroides riisei
Eusiroides riisei är en kräftdjursart. Eusiroides riisei ingår i släktet Eusiroides och familjen Eusiridae. Inga underarter finns listade i Catalogue of Life.